# 액토즈소프트
액토즈소프트(ActozSoft, 한국: 052790)는 1996년 10월 29일에 이종호에 의해 설립된 한국의 게임 개발사로 현재 대표이사는 구오하이빈(Guo Haibin)이며, 라테일, 어니스와 프리키, 라제스카, A3, 천년, 미르의 전설 2, 미르의 전설 3, 오즈페스티벌, 아쿠아쿠를 만들었다. 2004년 11월에 중국의 샨다에 인수되었다.

## 게임 목록

### 개발
- A3
- 라테일
- 라제스카
- 엑스업 테이블테니스
- 어니스와 프리키
- 천년
- 마지막 왕국
- 행복동
- 오즈페스티벌
- 아쿠아쿠
- 와일드플래닛
- 던전 스트라이커
- 폴링폴링
- 미니기어즈
- 공성대전

## 게임단
액토즈 스타즈라는 이름으로 2018년 3월 30일에 창단되어 2019년 1월 30일 VSG로 팀명을 변경했다. 현재 배틀그라운드와 왕자영요 프로게임단을 운영하고 있다.

### VSG 배틀그라운드
- 감독 : 정형수
- 코치 : 장민석
- Starload 이종호
- Hulk 정락권
- Foxy 이재호
- Yakk 김보현

#### 주요 성적
주요 대회 우승 4회
- 아프리카TV PUBG 리그 시즌 1 본선 A조 21위
- 핫식스 PUBG 서바이벌 시리즈 시즌 1 19위
- PUBG 워페어 마스터즈 프로 투어 3위
- 아프리카TV PUBG 리그 시즌 2 10위
- 핫식스 2018 PUBG 서바이벌 시리즈 시즌 2 6위
- 카카오 한·중 클럽 매치 TPP 우승
- 카카오 한·중 클럽 매치 FPP 우승
- KT 10기가 인터넷 PUBG 코리아 리그 2018 하반기 코리아 파이널 우승
- PUBG 아시아 인비테이셔널 2019 우승
- 2019 핫식스 PUBG 코리아 리그 페이즈 1 3위
- 페이스잇 글로벌 서밋 PUBG 클래식 6위
- 2019 핫식스 PUBG 코리아 리그 페이즈 2 9위
- 2019 핫식스 PUBG 코리아 리그 페이즈 3 8위

### VSG 왕자영요
- 감독 : 정형수
- 코치 : 김재원
- Sign 윤지훈 (포지션 : 사이드)
- Midheart 신동준 (포지션 : 정글러)
- Flare 노정래 (포지션 : 미드)
- Hamzzi 민성민 (포지션 : 사이드)
- Merryday 이태준 (포지션 : 서포터)

### 배급
- 종횡천하
- 드래곤네스트
- 확산성 밀리언 아서